# Клер Фулер
Клер Фулер (енгл. Claire Fuller, Оксфордшир, Енглеска, 9. фебруар 1967) је енглеска књижевница. Освојила је награду Дезмонд Елиот 2015. године за свој први роман, Our Endless Numbered Days (Наши бескрајни бројни дани),  BBC Opening Lines Short Story Competition 2014.  и Royal Academy & Pin Drop Short Story Award 2016.   Њен други роман, Swimming Lessons (Лекције пливања), ушао је у ужи избор за награду Краљевског књижевног друштва Енкоре 2018.  Bitter Orange (Горка наранџа), њена трећа, номинована је за Међународну Даблинску књижевну награду. Њен најновији роман, Unsettled Ground, освојио је награду за роман Коста књижевну награду 2021.  и био је у ужем избору за Женску награду за белетристику 2021.

## Живот и каријера
Фулер, рођена је и одрастала у Оксфордширу, студирала је скулптуру на Винчестерској школи уметности 1980-их, радећи углавном у дрвету и камену, пре него што је кренула у маркетиншку каријеру. Почела је да пише белетристику са 40 година и магистрирала је креативно и критичко писање на Универзитету у Винчестеру. О том процесу, рекла је колеги писцу: „Преношење речи је мучење. Једном када буду написане, волим да преписујем, уређујем и гланцам“. 
Our Endless Numbered Days, први од њених пет романа, објављен је у Великој Британији у издању Penguin Books-а, у Сједињеним Државама (Tin House) и Канади (House of Anansi Press). Појавио се у преводу у још 12 земаља. Swimming Lessons је објавио Penguin Books (УК) 2017. године, а такође је објављен у Сједињеним Државама, Канади и још 6 земаља. Bitter Orange, објављен је 2018. у издању Penguin-а (УК) иу Сједињеним Државама и Канади, а објављен је/биће објављен у још 6 земаља. Unsettled Ground је објављен 2021. у Великој Британији, САД и Канади, а објављен је/биће објављен у још 14 земаља.
Њене приче и есеји су се појавили у енглеским Sunday Express-у,  Litro-у,  HuffPost-у,  и The Telegraph-у.  

## Новеле
- Our Endless Numbered Days (Наши бескрајни бројни дани) (2015) освојили су 2015. награду Дезмонд Елиот за дебитантску белетристику и били на дугој листи за Међународну књижевну награду у Даблину. Такође је био номинован за награду за прву књигу у Единбургу 2015., на дугој листи за награду за добро читање Вавертон за 2016. и финалиста награде за најбољу књигу Индијанаца за 2016. годину Америчког удружења продаваца књига. Био је то избор Richard & Judy Book Club за пролеће 2016. и књига Ватерстонс књижевног клуба. 2015. ју је Powells одабрао као незаменљиву књигу. Прича о Пеги Хилкоут, која са осам година 1976. проводи лето на камповању са оцем, слушајући своју вољену плочу The Railway Children и свирајући мајчин клавир. После породичне кризе коју Пеги у потпуности разуме тек касније, њен отац Џејмс, који се бори за преживљавање, води је из Лондона у колибу у удаљеној европској шуми. Тамо он говори Пеги да је остатак света нестао – њен живот се своди на клавир који ствара музику, али без звука, шуму у којој је све што расте средство за преживљавање и малу дрвену колибу која је Све. Пеги више није виђена још девет година.
- Swimming Lessons (Лекције пливања) (2017) прича о Ингрид Колман која пише писма свом мужу Гилу о истини њиховог брака, али одлучује да их не пошаље. Уместо тога, она их крије у хиљадама књига које њен муж сакупља. Након што је написала своје последње писмо, Ингрид нестаје са енглеске плаже. Дванаест година касније, њена одрасла ћерка Флора долази кући након што Гил каже да је приметио Ингрид кроз излог књижаре. Флора, која је постојала у лимбу наде, туге, маште и чињеница, жели одговоре, али не схвата да је оно што тражи скривено у књигама које је окружују.
- Bitter Orange (Горка наранџа) (2018): Френсис Џелико умире и сећа се лета 1969. године, када је добила задатак да прегледа лудости у башти Линтонс – оронулој и скоро запуштеној сеоској кући. Живећи тамо на тавану око месец дана, упознаје Цару и Петера који бораве у собама испод њене. Док Френсис пада под чаролију својих нових пријатеља и сазнаје њихове приче, кућа открива своје тајне, све док се њен живот не промени заувек.
- Unsettled Ground (2021) ушао је у ужи избор за женску награду за белетристику 2021. [7] и освојио књижевну награду Коста за најбољи роман. [14] Близанци Џини и Џулијус одувек су знали да се разликују од других. Са 51 годином и даље живе са својом мајком Дот у изолацији на енглеском селу. Кућица коју су закупили за цео живот им је и оклоп и снабдевач. Унутар његових зидова стварају музику, у његовој башти расте (и понекад убија) све што им је потребно да преживе. За аутсајдера то изгледа као сиромаштво, али за њих је дом. Када Дот неочекивано умре, близанци су изложени истини са далекосежним последицама. Док чланови локалне заједнице почињу да отежавају ствари близанцима, Џини се пита како ће се они снаћи у свету који може бити окрутан и непопустљив. Књига приказује рурално сиромаштво у 21. веку, приморавајући читаоце да виде даље од неугодног, неконвенционалног, „другог“ и препознају оно што нас све уједињује: срце које куца испод. Прича је о отпорности и нади, бескућнику и тешкоћама, љубави и преживљавању, усредсређена на двоје маргинализованих, али изузетних људи.
- The Memory of Animals  (Сећање на животиње) (2023) Нефи је млада жена која бежи од туге и кривице и једне велике грешке која ју је коштала каријере. Када се одазове позиву да волонтира у контролисаном испитивању вакцине, то јој нуди начин да отплати своје многе дугове и, можда, да почне да надокнађује прошлост. Али када се свет испред њеног болничког прозора потпуно промени, Нефи се нађе напуштена – заједно са преостала четири друга добровољца – у будућности за коју никада нису веровали да ће се заиста десити. Са ограниченом количином хране и осећањем да странци са којима је можда скривају тајне, Нефи мора да одлучи да ли јој је безбедније да остане у јединици или да се бори са непознатим улицама напољу. Док одмерава своје изборе, упознаје се са пионирском и контроверзном технологијом која јој омогућава да се врати сећањима из свог ранијег живота. Заведена могућношћу да се виртуелно споји са својим најмилијима, што је можда једини начин на који ће икада моћи поново да их види, њена жеља да напусти јединицу почиње да посустаје.